# Grube Prinz Wilhelm
Die Grube Prinz Wilhelm ist eine ehemalige Eisen-Grube des Bensberger Erzreviers in Bergisch Gladbach. Das Gelände gehört zum Stadtteil Hebborn.

## Geschichte

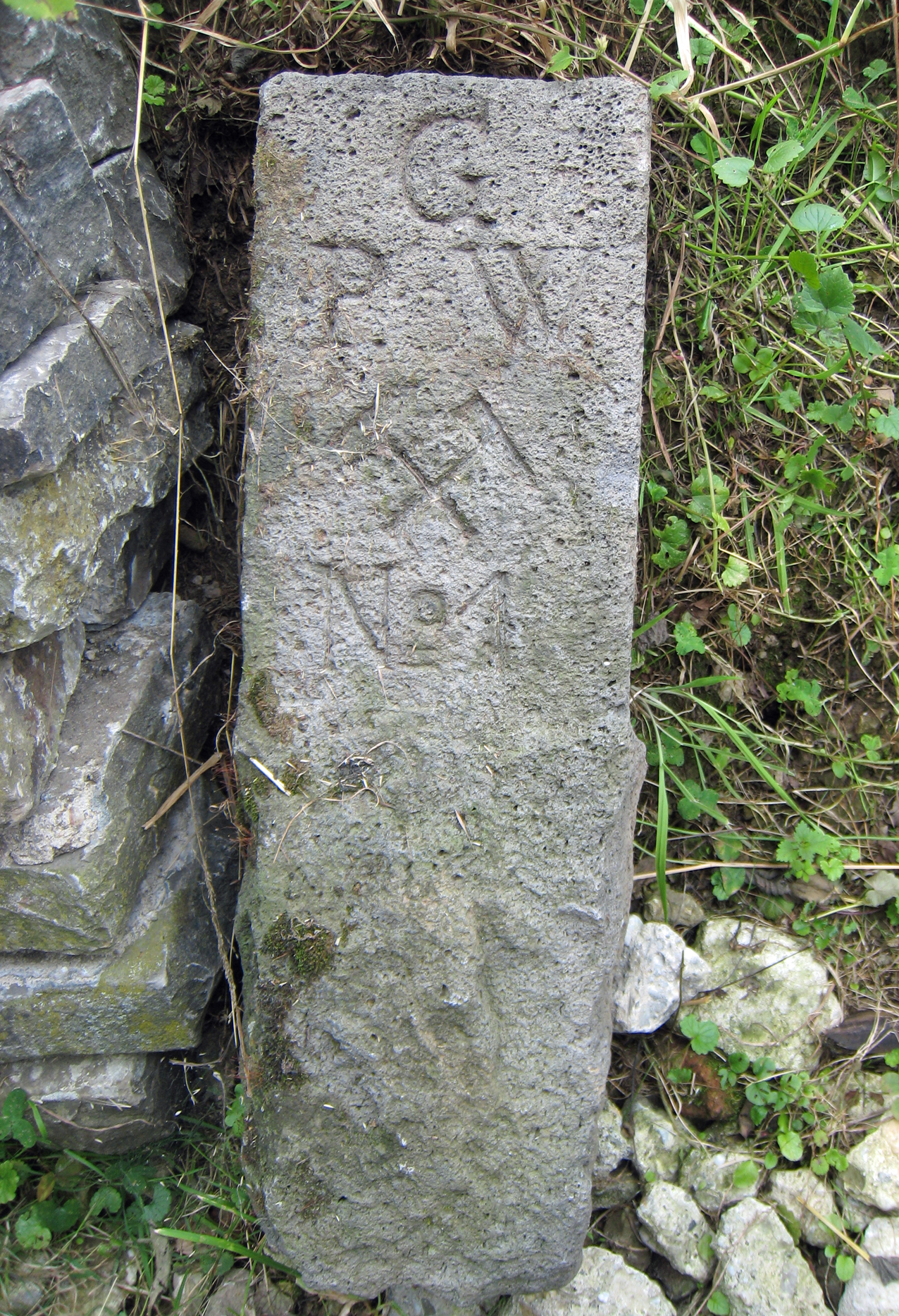
Lochstein der Grube Prinz Wilhelm aus Kuckelberg von 1867 – der Lochstein wurde im Jahr 2015 in das Bergische Museum für Bergbau, Handwerk und Gewerbe transloziert.

Vom 15. August 1847 datiert eine erste aktenkundige Erwähnung der späteren Grube Prinz Wilhelm. Unter diesem Datum reichte der Hüttenverwalter Friedrich Jaeger von der Dürscheider Eisenhütte ein Mutungsgesuch unter dem Namen August beim Oberbergamt Bonn ein. Im Verlauf der anschließenden Feldesbesichtigung beschloss man am 8. Juni 1848 eine Namensänderung in Prinz Wilhelm. Man stellte bei dieser Gelegenheit fest, dass es sich bei der Mutung August um eine alte, möglicherweise bereits im Mittelalter betriebene Grube handeln musste, über deren früheren Betrieb aber keine Urkunden mehr aufzufinden waren. Für diese Vermutung sprach neben den vorgefundenen Pingen und Halden des Altbergbaus auch der Flurname „An der Grube in der Schlade“ und die Bezeichnung „Grubenfeld“ im Urkataster von 1827. Die Verleihung des Grubenfeldes auf Eisenstein an Friedrich Jaeger erfolgte am 21. September 1848 unter dem Namen Prinz Wilhelm. Auf Antrag vom 27. Februar 1866 genehmigte das Oberbergamt Bonn am 18. April 1867 eine Vergrößerung des ursprünglichen Grubenfeldes in Richtung Romaney und Kuckelberg. Mit Ablauf des 24. September 1989 ist das Bergwerkseigentum erloschen.

## Betrieb und Anlagen
Aktenvermerke vom 18. März 1851 und vom 14. Oktober 1857 belegen die Verhüttung des geförderten Erzes auf der Dürscheider Hütte um die Mitte des 19. Jahrhunderts. Für das Jahr 1859 wird im Zusammenhang mit dem Betrieb der Dürscheider Hütte berichtet, dass „unsere Hebborner Gruben gutes und billiges Material massenhaft“ lieferten.
Bei den Grubentätigkeiten kam es auch zu Auseinandersetzungen mit Grundstückseigentümern, die ihr Land nicht freiwillig für den Bergbau hergeben wollten. So kam es  am 22. März 1858 zu einem Enteignungsverfahren gegen den Grundbesitzer Theodor Kirch zu Gruberhof, der ein von der Grubenverwaltung begehrtes Landstück von 1 1/3 Morgen abzutreten hatte. In den Jahren 1870/71 berichtet man von einem größeren Eisensteinlager. Es habe nur eine geringe „Dammerde-Auflagerung“, so dass die Erzgewinnung im Tagebau erfolgen könne. Außerdem seien durch Probebohrungen zwei weitere Eisensteinvorkommen bekannt geworden. Von weiteren Erzlagern, die über Schächte und Stollen aufgeschlossen wurden, berichtet man in den folgenden Jahren bis 1874. Die schriftlichen Hinweise sind aber so allgemein und ungenau, dass man nicht nachvollziehen kann, wo die entsprechenden Örtlichkeiten gewesen sind. Danach hat der Bergbau auf der Grube Prinz Wilhelm bis 1882 geruht. Seit 1882 begann man erneut, das Grubenfeld aufzuschließen. Dabei gewann man zunächst das Eisenerz im Tagebau in einer neu entdeckten Lagerstätte. Sodann begann man in einem alten Stollen mit der Vorrichtung und dem unterirdischen Abbau eines aus früheren Jahren bekannten Eisensteinlagers und entdeckte, dass es eine wesentlich größere Ausdehnung aufwies, als man erwartet hatte. 1893 wurden noch neun und 1894 nur noch sechs Mann beschäftigt, obwohl man kurz zuvor noch einen neuen Schacht abgeteuft hatte. Ende 1895 kam die Förderung jedoch zum Erliegen und ruhte zunächst. 
Der Anfang des 20. Jahrhunderts betriebene Bergbau kann nur noch als Versuchsbergbau beschrieben werden. Im Jahr 1903 veräußerte die Friedrich Wilhelms-Hütte ihr Eigentum wegen Unrentabilität zunächst an eine Privatperson. Das Bergwerkseigentum ging im Jahr 1907 auf die Gewerkschaft Luther über. Im März 1907 kam es zur Wiedereröffnung mit 17 Bergleuten. Der Förderstollen (Moll-Stollen) wurde umgebaut und mit einer neuen Schienenbahn versehen; neue Querschläge und Gesenke brachten neue Funde.  

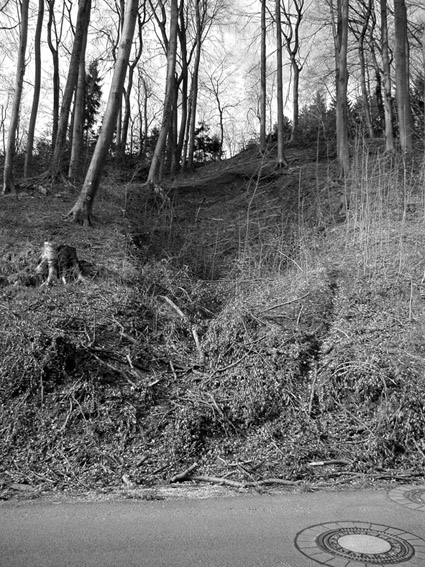
Der verbrochene Moll-Stollen.

Im Jahr 1908 waren 26 Arbeiter beschäftigt. Wegen schlechter Absatzmöglichkeiten wurden aber 1909 bis auf zwei alle Arbeiter entlassen. Weitere Informationen liegen für das Jahr 1924 vor: Es wurden sieben Mann beschäftigt, die 320 t Eisenerz förderten. Der Moll-Stollen wurde erneut aufgewältigt und teilweise neu verbaut. Zur besseren Bewetterung und als zweiten Ausgang trieb man ein schon vorhandenes Überhauen als Luftschacht nach über Tage durch. Die Mühe lohnte sich, weil die Eisenerzablagerung nahe dem vorderen Teil des Stollens als Farbeisenstein (Ocker) gebraucht werden konnte und von daher wertvoll war. Nochmals wurden 480 t Erz gefördert, ehe man den Betrieb erneut einstellte. Zuletzt förderten 1925 noch drei Mann 160 t Brauneisenstein, danach gibt es keine Informationen mehr.

## Lage und Relikte
Das Grubenfeld Prinz Wilhelm begann unmittelbar östlich von Hebborn und erstreckte sich nördlich und südlich in Richtung der Romaneyer Straße über die Schlade und die Siedlungen Grube, Kley, Kleyer Hof bis nach Kuckelberg. Das ehemalige Betriebsgelände von Prinz Wilhelm erreicht man von Bergisch Gladbach aus über die Johannesstraße, die in das Trockental der Schlade führt. 
Ca. 50 m hinter dem Ortsausgangsschild Bergisch Gladbach mit dem Hinweis, dass es bis Romaney 1 km weit ist, beginnen links an dem Nordhang die Spuren vom früheren Bergbau. Der Berg ist bis zur Romaneyer Straße übersät mit Pingen von alten Stollen, Schächten, Schurfgräben und kleineren Halden, die man zeitlich nicht eindeutig zuordnen kann. Nach weiteren ca. 150 m erblickt man links die Kerbpinge und darüber kurz hintereinander mehrere kleine Rundpingen von dem zugeschossenen Mundloch des Moll-Stollens, der besonders als Förderstollen diente. Gegenüber liegt südlich auf der rechten Straßenseite eine größere flache Halde. Dabei handelt es sich um Abraummaterial aus dem Moll-Stollen. Nur an den Böschungen im Süden und Westen ist diese Fläche als künstliche Aufschüttung und damit als Bergbaurelikt zu erkennen.

## Bodendenkmal
Der zum Schladetal gehörende Bereich der Grube Prinz Wilhelm wurde zusammen mit dem Steinbruch, in dem ein Kalkofen stand, unter Nr. 7 in die Liste der Bodendenkmäler in Bergisch Gladbach eingetragen.